# João et le Couteau
Pour plus de détails, voir Fiche technique et Distribution.
João et le Couteau (João en het mes) est un film néerlando-brésilien réalisé par George Sluizer, sorti en 1972.

## Fiche technique
- Titre original : João en het mes
- Titre français : João et le Couteau
- Réalisation : George Sluizer
- Scénario : George Sluizer d'après le roman d'Odylo Costa Filho
- Photographie : Jan de Bont
- Pays d'origine : Brésil - Pays-Bas
- Genre : drame
- Date de sortie : 1972

## Distribution
- Joffre Soares : João
- Ana Maria Miranda : Maria
- Joao-Augusto Azevedo : Judge
- Douglas Santos : Zeferino
- João Batista : Deodato
- Áurea Campos : Dona Ana